# Milojka Kolar Celarc
Marija Milojka Kolar Celarc, slovenska ekonomistka in političarka, * 10. september 1951.
Marija Milojka Kolar Celarc je leta 1977 diplomirala na Ekonomski fakulteti v Ljubljani. V času karierne poti je pridobila cerfitikat za pooblaščenega revizorja in preizkušeno davčnico. Ima tudi licenco za preizkušeno ocenjevalko vrednosti podjetij.
Milojka Kolar Celarc je poznavalka zdravstvenega in finančnega sistema. Med 1. decembrom 1993 in 22. junijem 2000 ter med 16. januarjem 2003 in 3. decembrom 2004 je bila državna sekretarka Republike Slovenije na Ministrstvu za finance Republike Slovenije odgovorna za davčni in carinski sistem, prihodke proračuna RS, proračunsko inšpekcijo in notranjo revizijo. Uspešno je vodila projekt uvedbe davka na dodano vrednost v RS in projekt ustanovitve enotne davčne službe. V letu 2013 je sodelovala v delovni skupini ministrstva za zdravje za spremembo zdravstvene zakonodaje. V obdobju 2011–2013 je bila predsednica uprave zdravstvene zavarovalnice Vzajemna d.v.z., pred tem je bila članica in pomočnica uprave pri tej zavarovalnici. Kot preizkušena strokovnjakinja za davčni sistem in pooblaščena revizorka je delovala kot direktorica centra notranje revizije za skupino Pozavarovalnice Sava d.d.
18. septembra 2014 jo je državni zbor potrdil za ministrico za zdravje v vladi Mira Cerarja.